# Jerzy Kaczmarek (szpieg)
Jerzy Kaczmarek (ur. 26 listopada 1951 w Poznaniu) – polski oficer wywiadu, menedżer.

## Wykształcenie
Jerzy Kaczmarek urodził się w rodzinie byłego oficera Urzędu Bezpieczeństwa. Ukończył IV Liceum Ogólnokształcące w Poznaniu. Działał w harcerstwie oraz Związku Młodzieży Socjalistycznej. Studiował germanistykę na Uniwersytecie im. Adama Mickiewicza w Poznaniu oraz, od 1970 do 1974, na Uniwersytecie Karola Marksa w Lipsku. W 1972 rozpoczął starania o przyjęcie do Polskiej Zjednoczonej Partii Robotniczej. 

## Przygotowania do wyjazdu
Jesienią 1974 oficjalnie rozpoczął pracę w Głównym Urzędzie Geodezji i Kartografii w Warszawie. 1 kwietnia 1976 został nauczycielem języka niemieckiego w liceum ogólnokształcącym w Bydgoszczy, a 1 września 1977 w liceum w Mońkach. Równocześnie 1 sierpnia 1974 został zatrudniony na etacie niejawnym w Departamencie I (ds. wywiadu) Ministerstwa Spraw Wewnętrznych. W latach 1974–1975 przeszedł tamże indywidualne szkolenie wywiadowcze według programu dla pracowników linii „N” (tzw. nielegałów). 1 listopada 1977 został awansowany na stopień kapitana.
Kaczmarek został przez wywiad wytypowany na „wtórnika” (tj. szpiega działającego pod skradzioną tożsamością) mieszkającego w Trójmieście Janusza Holskiego (vel Halickiego) (vel Halczaka). Holski urodził się w sierpniu 1946 jako Heinz Peter Arnold ze związku Niemki Hildegardy Arnold i sowieckiego oficera. Matka, wyjeżdżając w 1947 do Niemiec, zostawiła dziecko. W 1976 Kaczmarek oficjalnie za pośrednictwem Czerwonego Krzyża odnalazł Hildegardę Arnold i nawiązał z nią korespondencję, przedstawiając się jako jej porzucony syn. Hildegarda Arnold zaprosiła Kaczmarka do Niemiec. Przyjazd nastąpił dopiero po roku ze względu na oczekiwanie na wydanie paszportu (żeby nie wzbudzić podejrzeń, służby nie przyspieszały procedur). Przy pomocy odpowiedniej charakteryzacji (m.in. zarostu) zamaskowano 5 lat różnicy wieku między Holskim a Kaczmarkiem. Z uwiarygodnieniem Kaczmarka zbiegła się także ogólna normalizacja w stosunkach polsko-niemieckich, w ramach której ok. 100–120 tys. osób wyjechało z Polski do Niemiec w ramach łączenia rodzin. 

## Wyjazd do Niemiec
W lutym 1978 Kaczmarek przyjechał do Bremy z dwutygodniową wizą. Został odebrany tam z dworca przez Hildegardę Arnold. Spędziła ona z domniemanym synem cały dzień, po czym zakwaterowała go u swojej córki, a wracając od niej taksówką zmarła na zawał serca. Jej śmierć praktycznie uniemożliwiała dalszą legalizację pobytu Kaczmarka w Niemczech, jednak podczas pogrzebu Hildegardy Arnold jej brat, aktywny działacz Socjaldemokratycznej Partii Niemiec (SPD), zadeklarował pomoc rzekomemu siostrzeńcowi. Dzięki posiadanym znajomościom doprowadził do szybkiego przyznania Kaczmarkowi niemieckiego obywatelstwa oraz polecił go do pracy w Federalnym Urzędzie Emigracyjnym w Bremie na stanowisku do spraw tzw. późnych przesiedleńców. Z racji zaangażowania i pracowitości, zyskał uznanie innych pracowników urzędu. Kaczmarek wstąpił także do SPD.
Dzięki informacjom, do których z racji miejsca pracy miał dostęp (m.in wniosków polskich emigrantów ubiegających się o status uchodźcy w Niemczech), Kaczmarek stał się cennym źródłem dla polskiego wywiadu. W ramach działalności szpiegowskiej między innymi ustalił 84 osoby uznane przez stronę niemiecką za działające na rzecz KGB oraz kilka osób powiązanych ze Stasi, co pozwoliło odpowiednio działać ich centralom wywiadowczym. Przekazywane przez niego informacje o zmianach przepisów i formularzy w zakresie wydawania dokumentów tożsamości i ustalania obywatelstwa pozwalały odpowiednio legendować agentów wywiadów państw bloku wschodniego. Przekazywał także informacje na temat funkcjonowania SPD. Kaczmarek, mimo że mieszkał w Bremie, okazjonalnie przyjeżdżał do Polski. Planował także ślub z pracowniczką poznańskiego Zakładu Ubezpieczeń Społecznych.
W 1984 Janusz Holski, nie mogąc ustalić swojego pochodzenia oficjalnymi kanałami, poprosił odwiedzających Gdańsk niemieckich turystów o pomoc w odnalezieniu swojej biologicznej matki. Ci zgłosili się do niemieckiego Czerwonego Krzyża. Ustalono, że osoba podająca się za Arnolda, jest Jerzym Kaczmarkiem. W efekcie w sprawę zaangażował się niemiecki kontrwywiad. Kaczmarek został aresztowany w połowie marca 1985. W jego mieszkaniu znaleziono dowody potwierdzające działalność na rzecz polskiego wywiadu, m.in. rzeźbionego dziadka do orzechów służącego za skrytkę na szyfry. Sprawa spotkała się z głośnym oddźwiękiem medialnym w RFN. Kaczmarkowi groziło wieloletnie więzienie. Jednak ze względu na wartość materiałów przekazanych polskiemu wywiadowi (a za jego pośrednictwem także Stasi), zdecydowano odzyskać Kaczmarka przekazując zdekonspirowanych agentów zachodniego wywiadu.

## Powrót do Polski

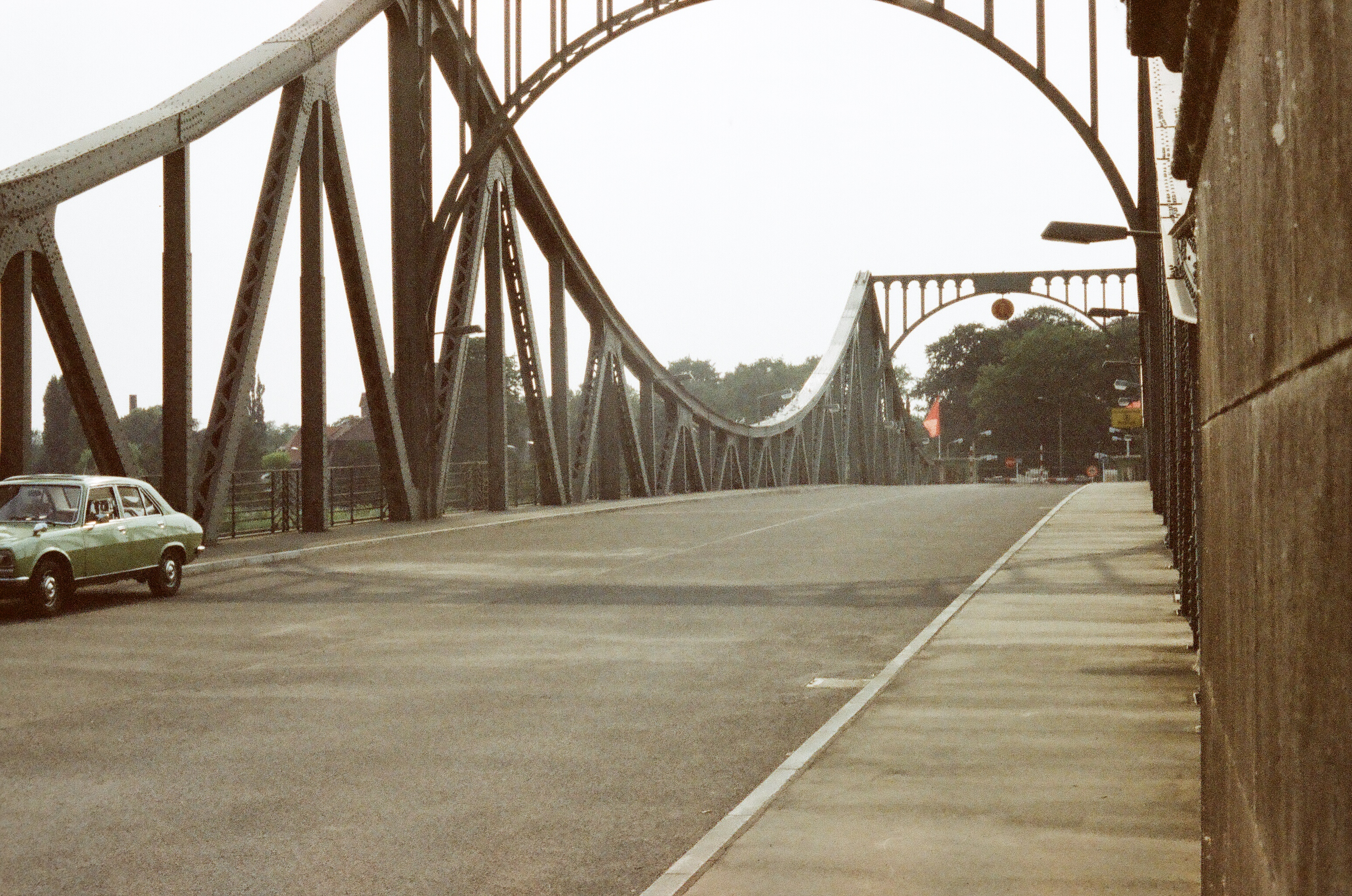
Most Glienicke (widok w 1987)

Ostatecznie, po 10 miesiącach pobytu w areszcie, Kaczmarek znalazł się w grupie pięciu agentów bloku wschodniego wymienionych 11 lutego 1986 na moście Glienicke łączącym Berlin Zachodni ze wschodnim na cztery osoby szpiegujące na rzecz państw zachodnich (m.in. Natana Szaranskiego).
Kaczmarek powrócił do Polski i został skierowany do pracy w administracji Międzynarodowych Targów Poznańskich, gdzie doszedł do stanowisk menedżerskich. Pracował tam co najmniej do 2015. Jednocześnie do lutego 1990 pozostawał na etacie niejawnym w MSW. Z pracy w wywiadzie odszedł na własny wniosek.
W czerwcu 1985, trzy dni po dowiedzeniu się o kradzieży swojej tożsamości i śmierci biologicznej matki, Janusz Holski zmarł w Gdańsku na dworcowej ławce. Jako przyczynę zgonu stwierdzono zawał serca. Mimo że miał 38 lat i według deklaracji rodziny nie chorował, prokurator nie zlecił przeprowadzenia sekcji zwłok. Po śmierci Holskiego jego córka chciała nawiązać kontakt z niemiecką częścią rodziny, ta jednak odmówiła.

## Odniesienia w kulturze
Na historii Jerzego Kaczmarka wzorowany jest porucznik Wieczorek, bohater książki Henryka Bosaka „Wnuk generała” z 2000.
W 2013 krewna Holskiego, Rosalia (Róża) Romaniec nakręciła wyprodukowany przez ARD i WDR film dokumentalny „Meine Familie und der Spion – Eine Geschichte aus dem Kalten Krieg” (niem. „Moja rodzina i szpieg – opowieść z czasów zimnej wojny”). Wypowiadając się na potrzeby filmu, Kaczmarek nie wyraził skruchy z racji skutków swoich działań. Dowodził, że wykonywał po prostu rozkazy przełożonych i działał na rzecz Polski. Twierdził, że praktycznie nic nie wiedział o samym Holskim. Był przekonany, że jest osobą ciężko chorą. Zaprzeczył też, by miał związki ze śmiercią Holskiego i jego biologicznej matki. Do pracy w wywiadzie miała przyciągnąć go wizja splendoru i przygody.
Przypadkowi Jerzego Kaczmarka i Janusza Holskiego poświęcony jest rozdział wydanej w 2021 książki „Sobowtóry: dublerzy wielkich ludzi od Nerona do Putina” autorstwa Teresy Kowalik i Przemysława Słowińskiego.
Na postaci Jerzego Kaczmarka wzorowany jest Józef Wieczorek, główny bohater filmu Jana Holoubka „Doppelgänger. Sobowtór” z 2023.